# Maurizio Micheli

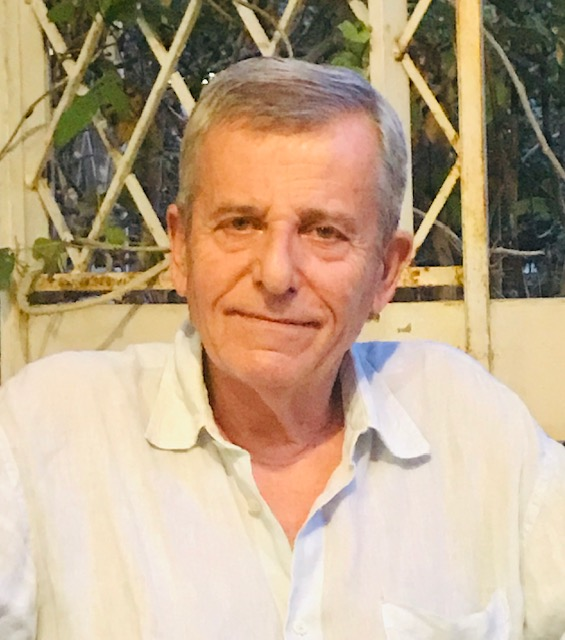
Maurizio Micheli (2020)

Maurizio Micheli (* 3. Februar 1947 in Livorno) ist ein italienischer Schauspieler.

## Biografie
Geboren in Livorno, zog Micheli mit 11 Jahren mit seiner Familie nach Bari, dann mit 20 Jahren nach Mailand, wo er die Schule für Schauspielkunst am Piccolo Teatro di Milano besuchte und abschloss. Zwischen Ende der 1970er und 1980er Jahre erlangte Micheli große Popularität als Komiker durch eine Reihe erfolgreicher Varieté-Shows, darunter Fantastico, W le donne, Al Paradise und A tutto gag. Micheli war auch auf der Bühne sehr aktiv, während seine Filmaktivitäten weniger bedeutend waren. Im Jahr 1999 erhielt er den Verdienstorden der Italienischen Republik.

## Filmografie (Auswahl)

### Kino
- 1976: Allegro non troppo
- 1980: Café Express
- 1982: Heads I Win, Tails You Lose
- 1983: Mani di fata
- 1985: I Am an ESP
- 1987: Il commissario Lo Gatto
- 1987: Roba da ricchi
- 1987: Rimini Rimini
- 1988: Rimini Rimini – Un anno dopo
- 2006: Commediasexi
- 2007: Valzer
- 2009: The Cézanne Affair
- 2012: Pinocchio
- 2013: Women Drive Me Crazy
- 2016: Der Vollposten